# Jörg Boström

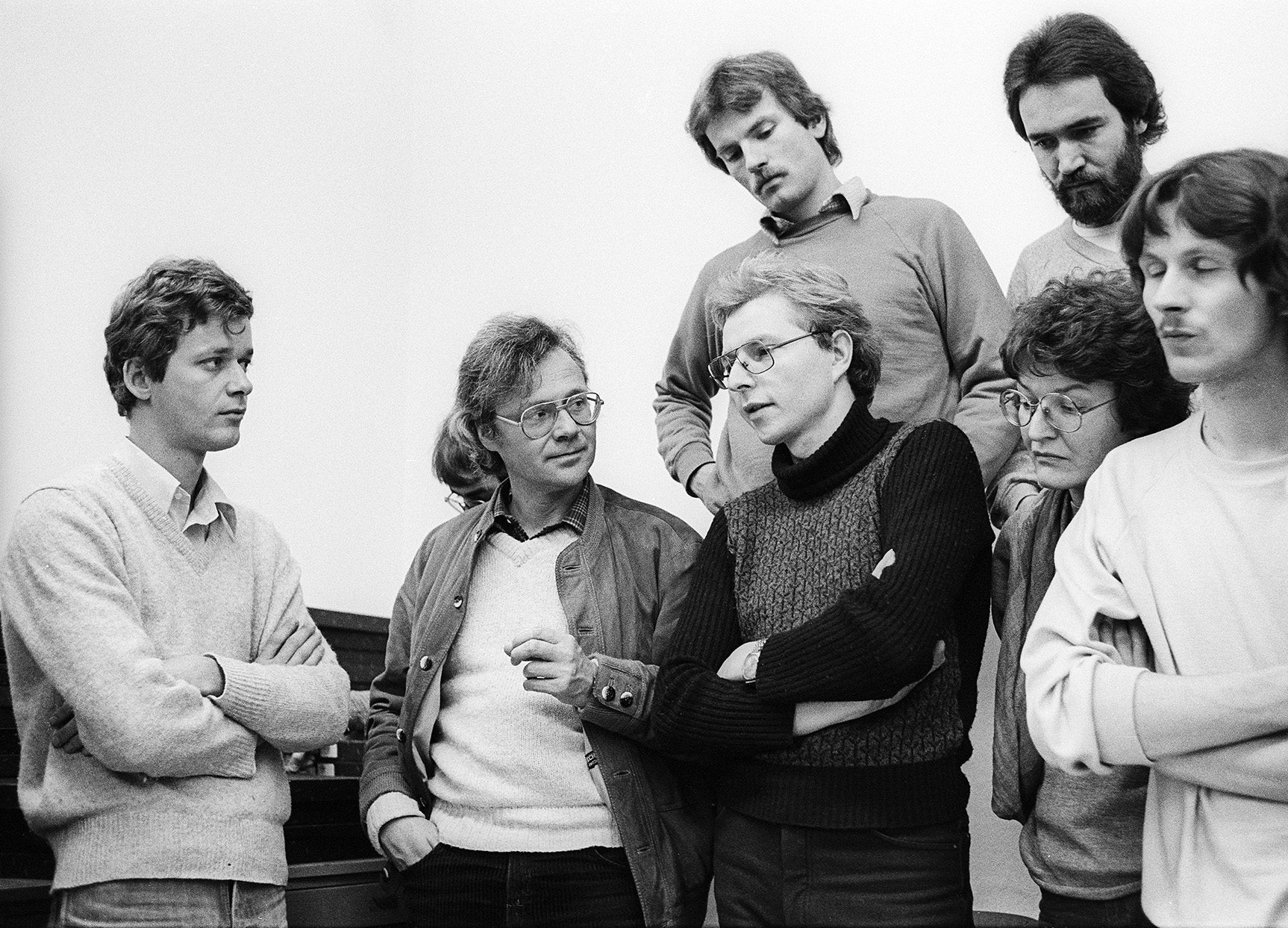
Jörg Boström (2. v. l.) im Kreise einiger Studenten, FH Bielefeld, 1982

Jörg Boström (* 25. September 1936 in Duisburg; † 5. Februar 2025) war ein deutscher Maler, Fotograf und Hochschullehrer.

## Leben
Boström studierte von 1956 bis 1961 Malerei und Kunsterziehung an der Staatlichen Kunstakademie in Düsseldorf bei Bruno Goller und von 1961 bis 1963 Geographie und Kunstgeschichte an der Universität zu Köln. Von 1963 bis 1972 arbeitete er als Kunsterzieher in Duisburg. 1964 begann er die künstlerische Arbeit mit fotografischen Mitteln und im Dokumentarfilm.
In den Jahren 1970 bis 1972 war Boström Fachleiter für Kunsterziehung am Studienseminar in Duisburg und wirkte von 1972 bis 2000 als Professor im Bereich Intermedia/Fotografie an der Fachhochschule Bielefeld im Fachbereich Gestaltung.
Seit 1963 folgten Ausstellungen von Malerei und Fotografie in Krefeld, Düsseldorf, Bielefeld, Herford, Rostock, Bergkamen, Dortmund, Oldenburg, Glauchau, Minden, Oerlinghausen, Berlin. Dokumentarfilme wurden in Oberhausen (Kurzfilmtage), Düsseldorf (Film kritisch, Kunsthalle) und Essen (Szene Rhein/Ruhr) gezeigt. Boströms Werk wird von Publikationen zur Kunst- und Fototheorie, Konzeption und Dokumentation von Fotoprojekten zur Industrie- und Sozialgeschichte ergänzt und begleitet.

## Werk
Boströms Werk wurde durch einen Besuch der Sommerakademie des expressionistischen Künstlers Oskar Kokoschka – durch dessen persönliche und eigensinnige Haltung zur Kunst der Gegenwart – stark geprägt. In den späten 60er Jahren wandte er sich der Fotografie zu. Das geschah teilweise in Reaktion auf die Strukturen der damaligen Kunstszene, in der der Gegenstand als in der Kunst nicht mehr tragfähig bezeichnet wurde, also die abstrakte Kunst vorherrschte und in vielen Ausstellungen Kunst um sich selbst kreiste.
Jörg Boström und die anderen Mitglieder des von ihm mit gegründeten PSR Studio (Politisch-Soziale Realität) bedienten sich dokumentarischer Mittel wie Fotografien und Tonbandaufnahmen. Hinzu kamen Aktionsformen wie Go-ins bei Ausstellungseröffnungen, um Realität in die Ausstellungsräume zurückzubringen. Fotografien aus dieser Zeit wurden 2007 wieder veröffentlicht im Buch „Zeitsprung. Rebellisches Düsseldorf 1966–1972“.
Während seiner Tätigkeit als Professor für Intermedia und Fotografie am Fachbereich Gestaltung der Fachhochschule Bielefeld entstanden neben vielen Fotografien, fotografiert z. B. unter Tage und in heute stillgelegten Zechen und Industrieanlagen, immer wieder Arbeiten zwischen Fotografie und Malerei. (Buch: Stationen - Zwischen Malerei und Fotografie)
Beispiele hierfür sind Entwicklermalerei, Cliché verre und Fotomalerei. Mit der Technik des Cliché verre knüpft Boström an seine Erfahrungen mit dem Informel an. Dabei arbeitet er mit Tusche und Terpentin auf Folien, die er dann als Negative zur Herstellung von Fotografien verwendet. Eine andere Technik der „informellen“ Fotografie ist bei ihm die Entwickler Malerei. Bei Licht wird Entwickler mit dem Pinsel auf Fotopapier aufgetragen, so dass Fotografien entstehen, welche wie Tuschmalereien wirken.
An die Schwarzweißfotografie erinnern einige in Grisaille ausgeführte Bilder und die dunklen Flächen der Schatten von Personen im Gegenlicht. Diese Schatten interessierten Jörg Boström nachhaltig. In Fotografie und Malerei finden sich immer wieder Menschengruppen, denen lange Schatten vorauseilen. Ein weiteres Beispiel für den fotografischen Einfluss auf die Malerei ist „Nicht Fotografieren“ (1988), ein Bild, auf dem die Personen, wenn auch gemalt, ihre Gesichter vor der Kamera verstecken.

„Apropos Medientransfer: wenn Jörg Boström in manchen Gemäldezyklen mittels Grisaille Photographien zitierte, dann war das keine blanke Phrase oder bloße Übertragung. Die Grisaille war der Rückseite von Altären vorbehalten, den Zeiten der Passion und des Fastens. Sie ist aber auch immer eine Vorstufe zum großen Ganzen gewesen, ein Erschrecken des Künstlers vor der möglichen Vollendung. Genauso vorläufig sind schwarzweiße Photographien - nicht Abstraktion von bunter Welt, sondern noch nicht ganze Form, Option auf individuelle Ergänzung.
Es ist dieser Gebrauch des Bildes, auf den Jörg Boström bei seinen neueren Arbeiten abzielt. Dass er heute in Zeichnung, Malerei und Skulptur mit gleicher Intensität geschehen kann, verdankt die Photographie paradoxerweise den neueren Medien, denen, die ihr verschiedene gesellschaftliche Aufgaben abgenommen haben. Vom Medium der Information ist die Photographie zur Gattung der Kunst geworden. Jörg Boström hat diesen Übergang miterlebt und auf seine Weise gestaltet. Wir folgen ihm auf unsere Weise.“

In den letzten Jahren sind dazu viele ebenfalls fotografisch beeinflusste Aquarelle entstanden, unter anderem die Serien Mecklenburger Landschaften und Berliner Scenen.

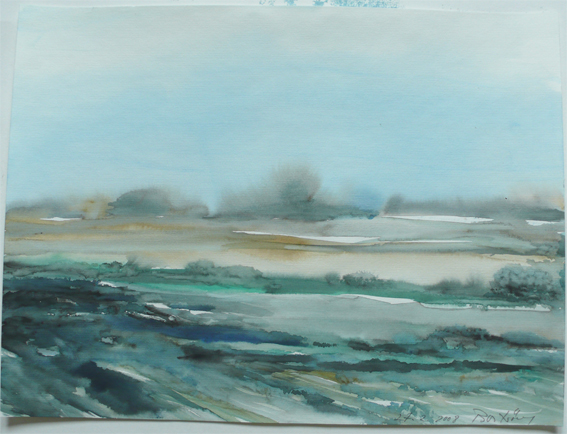
Märzland, 2008, Wasserfarben auf Papier
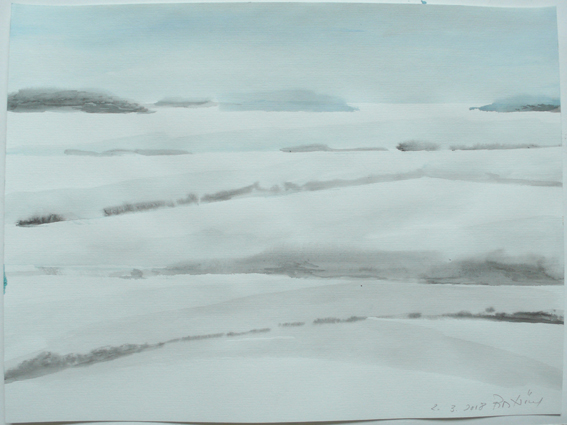
Schneeland, 2008, Wasserfarben auf Papier
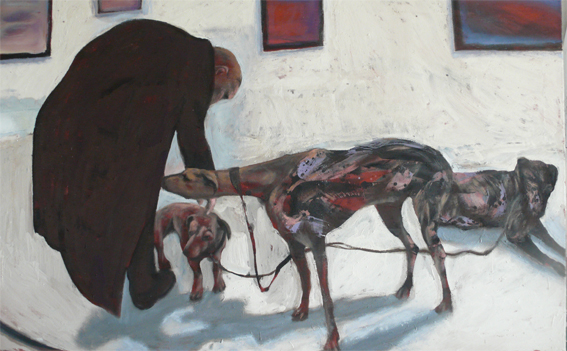
Hunderücken, 2007, Pigment/Kasein/Öl auf Leinwand
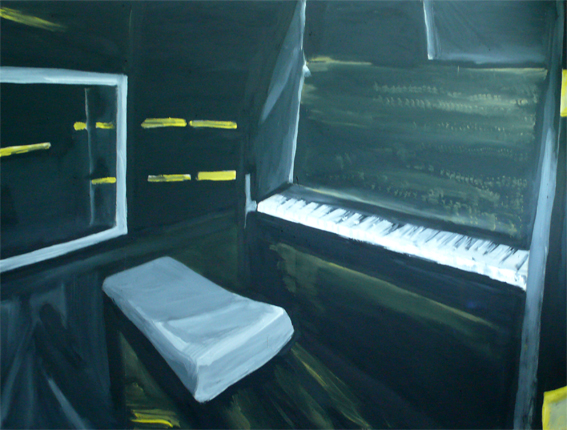
Wagnerflügel, 2008, Pigment/Kasein/Öl auf Leinwand
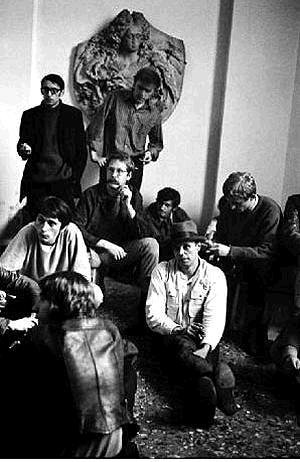
Joseph Beuys und Studenten, Schließung der Kunstakademie, 1969
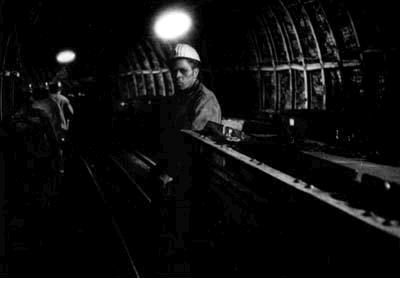
Schacht Zeche Haus Aden, Bergkamen, 1977
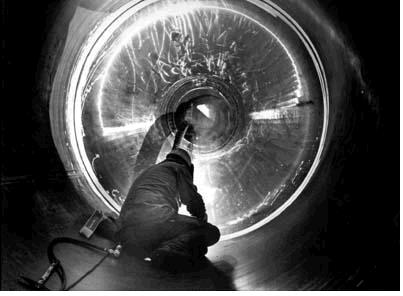
Schweißer bei Thyssen, Bielefeld, 1977
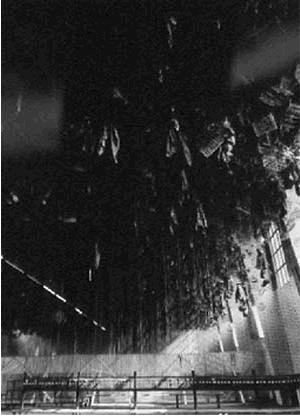
Waschkaue, 1987

## Ausstellungen (Auswahl)
- 1965: Verkehrungen. Fotografien gemeinsam mit Eva Wolter, Galerie Trapez, Krefeld, (6. September – 2. Oktober)
- 1966: Konjunktionen. mit Eva Wolter, Galerie Küppers, Köln
- 1966: Bildserien dynamischer Veränderungen. mit Eva Wolter, Städtischer Kunstpavillon, Soest (20. Oktober – 16. November)
- 1978: 4. Bergkamener Bilderbasar. Mappe mit 10 Serigrafien, gemeinsam mit Fritz Bicker und Gábor Wallrabenstein
- 1988: Minister Stein, Dortmunds letzte Zeche. Westfälisches Industriemuseum, Zeche Zollern II/IV (28. Mai – 10. Juli) mit Jürgen Heinemann
- 1995: Cross over - die Bielefelder Schule. Villa Dessauer, Bamberg, gemeinsam mit Karl Martin Holzhäuser, Gottfried Jäger, Norbert Meier, Ulrich Mertens, Diether Münzberg (12. März – 16. April)
- 1966: Stationen zwischen Malerei und Fotografie, Fotografie, Malerei, Clichées Verres und Mischtechniken. Galerie Arbeiterfotografie, Köln (23. November – 13. Dezember)
- 1997: Bilder aus Mecklenburg, Zwischen Malerei und Fotografie. Kunst- und Kulturverein, Melle (6. November – 30. November)
- 1998/99: Nicht für China, Fotografien–Hattingen. Hochofen III, Brüder-Grimm-Stube Marburg (17. Dezember – 31. Januar)
- 1999: Zeitsprung, Rebellisches Düsseldorf 1968–1971. Daniel-Pöppelmann Haus, Herford (23. Oktober – 14. November)
- 2000: Glaubwürdige Fotografie – Arbeiterfotografie und Gäste, VHS-Forum. Köln (1. – 30. September)
- 2001: Ihr fühlt euch gestört, weil ihr unfruchtbar seid, Fotografien mit Joseph Beuys - zum 80.Geburtstag - im Schloss Wrodow. Schloss Wodrow (15. September – 15. November)
- 2002: Herford Radewig Projekt mit 40 Künstlern, Luftbilder, Mecklenburger Landschaften: Leere und Vision (10. Oktober – 8. November)
- 2003/04: Berlin-Moskau, Moskau-Berlin. Martin-Gropius-Bau, Berlin (28. September 2003 bis 9. Januar 2004), Staatliche Tretjakow-Galerie, Moskau (21. März bis 15. Juli 2004) Beteiligung
- 2005: Rundlederwelten, Berlin, Martin-Gropius-Bau, 20. Oktober 2005 – 8. Januar 2006, Beteiligung
- 2007: Land - Schatten. Malerei und Fotografie. Galerie art gluchowe, Schloss Forderglauchau (21. Juli – 2. September 2007)
- 2008: Fotos schreiben Kunstgeschichte. Archiv künstlerischer Fotografie der rheinischen Kunstszene. museum kunst palast, Düsseldorf (8. Dezember 2007 – 2. März 2008) Beteiligung
- 2008: Schatten - Hoch und Tief, Fotografien aus Zeche und Hochofen, Straßenschatten. Kunstverein Oerlinghausen, Synagoge, Oerlinghausen (20. Januar – 9. März 2008)
- 2010: Wahre Helden, Arbeiterfotografie in Westfalen 1970 bis 2000. mit Jürgen Heinemann, Ziegeleimuseum Lage  (13. Juni – 30. September 2010)
- 2011: Wahre Helden, Fotografien von Jörg Boström und Jürgen Heinemann. mit Jürgen Heinemann, LWL-Industriemuseum Zeche Zollern, Dortmund  (17. Juli – 28. August 2011)

## Publikationen (Auswahl)
- Die Götter sind nackt – Widersprüche in der Aktfotografie. In: tendenzen 139. 1982.
- Jörg Boström, Jürgen Heinemann, Dieter Holland, Gottfried Jäger, Karl Martin Holzhäuser: Stadtbild Bielefeld. Berlin 1983.
- Ästhetik und Gewalt im journalistischen Bild. In: Jahrbuch 1 Ästhetische Erziehung. Berlin 1983.
- Jörg Boström, Richard Grübling (Hrsg.): WIR – Fotografen sehen die Bundesrepublik. Beltz Verlag, Weinheim 1984.
- Florian Böllhoff, Jörg Boström, Bernd Hey (Hrsg.): Industriearchitektur in Bielefeld. Geschichte und Fotografie. Bielefeld 1986.
- Andreas Beaugrand, Jörg Boström, Theodor Helmert-Corvey (Hrsg.): Der steinerne Prometheus. Industriebau und Stadtkultur. Plädoyer für eine neue Urbanität. FAB Verlag, Berlin 1989.
- Walter Ballhause. In: Das allgemeine Künstlerlexikon. Saur Verlag, Leipzig 1992.
- Fotografie in der Krise - Fotografie in Krisengebieten. In: Hans-Jürgen Häßler, Christian von Heusinger (Hrsg.): Frieden, Tradition und Zukunft als Kulturaufgabe. Verlag Königshausen & Neumann, Würzburg 1993, ISBN 3-88479-835-9.
- Nach Bielefeld zum Ersten.., Subjektiv: 68 und die Folgen. In: Andreas Beaugrand (Hrsg.): Stadtbuch Bielefeld, Tradition und Fortschritt in der ostwestfälischen Metropole. Westfalen Verlag, Bielefeld 1997, ISBN 3-88918-093-0, S. 104–111.
- Schon wieder eine Krise. In: Michael Koetzle: Das Foto, Kunst- und Sammelobjekt. Augustus Verlag, Augsburg 1997, ISBN 3-8043-5107-7, S. 150–151.
- Für Richard Hiepe. In: Arbeiterfotografie. 24. Jahrgang, Heft 87, 1999, S. 72–75.
- Alltag und Bewegung. Erinnerungen an die sechziger Jahre in der BRD. In: Katalog Berlin-Moskau, Moskau-Berlin. Berlin 2004, S. 107, 108.
- Jörg Boström, Gottfried Jäger (Hrsg.): Kann Fotografie unsere Zeit in Bilder fassen? Eine zeitkritische Bilanz, 25 Jahre Bielefelder Symposien über Fotografie und Bildmedien 1979–2004. Kerber Verlag, Bielefeld 2004, ISBN 3-936646-69-4.
- Renate Buschmann (Hrsg.): Zeitsprung. Rebellisches Düsseldorf 1966 - 1972. Fotografien von Jörg Boström. Kerber Verlag Bielefeld 2007, ISBN 978-3-86678-048-4.
- Arbeitslos. Die Wirtschaftskrise 1932 in den Fotografien Walter Ballhauses. In: Gerhard Paul (Hrsg.): Das Jahrhundert der Bilder 1900 bis 1949. Verlag Vandenhoeck & Ruprecht, 2009, ISBN 978-3-525-30011-4, S. 404–411.
- Mensch und Maschine. Augen für die Industrie. In: Wahre Helden - Fotografien von Jörg Boström und Jürgen Heinemann, Katalog zur Ausstellung im LWL-Industriemuseum Ziegelei Lage. Klartext Verlag, Essen 2010, ISBN 978-3-8375-0414-9.
- Wittekindsland ganz unten. In: Über Herford. Luftbildband. Der Wittekindskreis im Überflug. Fotografie: Sven Nieder, Gestaltung: Björn Pollmeyer, Text: Mathias Polster. tpk Regionalverlag, 2010, ISBN 978-3-936359-44-2.
- Kunst und Kirche. Eine lange Geschichte. Nun wieder eine Neue. In: Kunsträume 2011. Verein für aktuelle Kunst im Kreis Minden-Lübbecke e.V.
- Sprache der Strahlen. Raumtiefe. Raumhöhe. Raumzeit. Unsichtbar. Sichtbar. Zu der Fotoarbeit STRAHLEN von Ulrich Mertens, in: Scheidewege, S. Hirzel Verlag, Jahresschrift für skeptisches Denken. 2012, S. 353–356, ISBN 978-3-7776-2279-8

## Bibliographie, Auswahl
- Richard Hiepe: Jörg Boström. Ein engagierter Universalist im Bereich der optischen Gestaltung. In: Tendenzen. Nr. 115, September/Oktober 1977, S. 52–55.
- Hermann Hinkel, Jörg Boström: Türken in Bergkamen. 1982, Öl auf Leinwand, 120 × 160 cm, In: Gestalt und Wandel des Reviers. Hoesch AG, Dortmund, Fried. Krupp AG Essen, Jahresgabe 1993, S. 196–197.
- Richard Hiepe, Jörg Boström: Das soziale und bildnerische Engagement im Werk von Jörg Boström. In: Arbeiterfotografie. Heft 53, September/Oktober 1986, S. 20–29.
- Martin Roman Deppner: Schatten im Licht. Über Zustände des Malers und Photographen Jörg Boström. In: Stationen. Jörg Boström. Zwischen Malerei und Fotografie. Bielefeld 1994, ISBN 3-924639-34-5, S. 9–18.
- Manfred Strecker: Ein Grenzgänger, Jörg Boström im Paderborner Kunstverein. In: Neue Westfälische. 1. September 1994.
- Anneliese Fikentscher, Andreas Neuman: Zur Ästhetik des Widerstands, Gespräch mit Jörg Boström:. In: Arbeiterfotografie. Heft 82, 1996, S. 4–7.
- Manfred Strecker: Das Porträt. Jörg Boström. In: Neue Westfälische. Nr. 41, 17. Februar 1996.
- Andreas Beaugrand: Gegenstand und Imagination. In: Boström. Zeitbilder Schwarz 1966-1996. Bielefeld 1996, ISBN 3-929096-29-3, S. 11–14.
- Martin Roman Deppner: Im Focus des Anderen. Fotografie und Malerei im Dialog. In: Boström. Zeitbilder Schwarz 1966-1996. Bielefeld 1996, ISBN 3-929096-29-3, S. 16–25.
- Peter Reindl: Schwarz auf Weiß. In: Boström. Zeitbilder Schwarz 1966-1996. Bielefeld 1996, ISBN 3-929096-29-3, S. 26–28.
- Manfred Strecker: Störungen im Kunstbetrieb. Die Gruppe „Politisch soziale Realität“ in Düsseldorf Ende der 60er Jahre. In: Neue Westfälische. 3. April 1997.
- Manfred Strecker: Am liebsten gegen den Apparat spielen. Nach über 50 Semestern: Fotograf Jörg Boström verlässt den Fachbereich Design. In: Neue Westfälische. 16. Juni 1999
- Carolin Ortner-Giertz: Aus den wilden Jahren. Eine Foto-Ausstellung im Kulturbahnhof Eller lässt die Düsseldorfer Kunstszene in den 60er und 70er Jahren aufleben. In: Rheinische Post. 24. Februar 2001.
- Ralf Kapries: Schatten der Erinnerung, Boström optimistische Gedanken von Vergangenheit und Gegenwart. In: Mindener Tageblatt. 6. November 2004.